# Леви, Александр (архитектор)
Александр Леви (Aleksander Levi, 21 декабря 1883, Германия — 1943, Освенцим, Польша) — немецкий и палестинский архитектор еврейского происхождения.

## Биография

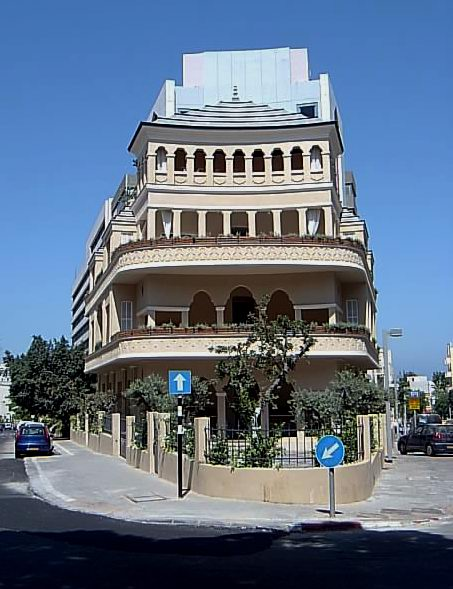
Здание «Дом-Пагода», Тель-Авив

Леви родился в Берлине в богатой семье, владевшей текстильной фабрикой.
После иммиграции в Палестину Леви прожил в Тель-Авиве с 1920 по 1927 годы. Он основал собственную архитектурную мастерскую в Яффо и построил более 60 зданий, в том числе: «Адмиралтейство» и «Пагода» (1924).
В 1927 году уехал из страны. Как и многие архитекторы, приехавшие в Палестину в 1920-е годы из Европы, он не выдержал трудностей местной жизни.
Но в отличие от Мендельсона, Лясковского, Корнхольда и других он уехал не в США, а вернулся обратно в Германию, где он изменил имя, став Александром Ли (Lee), и организовал фирму Lee Kleinhausbau по строительству жилых компактных домов, проект которых он в своё время предлагал Сионистской организации для Хайфы.
Участвовал в проектировке построек в Берлине и Париже. Когда нацисты пришли к власти в Германии, он переехал в Париж.
В 1939 году его, как подданного Германии интернировала французская полиция. После оккупации Франции нацистами он был депортирован в Освенцим, где погиб в 1943 году.